# Olave Baden-Powell
Pour les articles homonymes, voir Baden-Powell.
Olave St Clair Baden-Powell, née Soames le 22 février 1889 à Chesterfield, en Angleterre, et morte le 25 juin 1977, succède et survit à son mari, Robert Baden-Powell, le fondateur du scoutisme et du guidisme, près de trente-cinq ans. Elle est aussi connue sous le nom de Olave, Lady Baden-Powell.

## Les débuts de sa vie
Née en 1889, Olave est la fille cadette d'un artiste et propriétaire de brasserie, Harold Soames (le descendant d'une famille de la noblesse terrienne du Sussex de l'Est), et de Katherine Hill, qui descend de Joseph Gilstrap Gelthorpe, un malteur self-made man qui fut élu maire de Newark dans le Nottinghamshire. Elle est élevée par des gouvernantes et de nombreuses domestiques. Sa famille doit changer régulièrement de domicile, son père voyageant beaucoup.
Au cours de son éducation, Olave manifeste un talent pour de nombreux sports de plein air comme le tennis, la natation, le football, le patinage et le canyoning. Elle est également une excellente violoniste.
En janvier 1912, Olave rencontre un héros de la seconde guerre des Boers et fondateur du scoutisme, Robert Baden-Powell, alors que ce dernier voyage sur le navire Arcadia en route pour New York lors son premier tour du monde du scoutisme. Elle a 23 ans, lui 55 mais ils sont nés le même jour (le 22 février). Ils se fiancent en septembre de la même année. Pour éviter la presse, ils se  marient en secret le 30 octobre 1912.

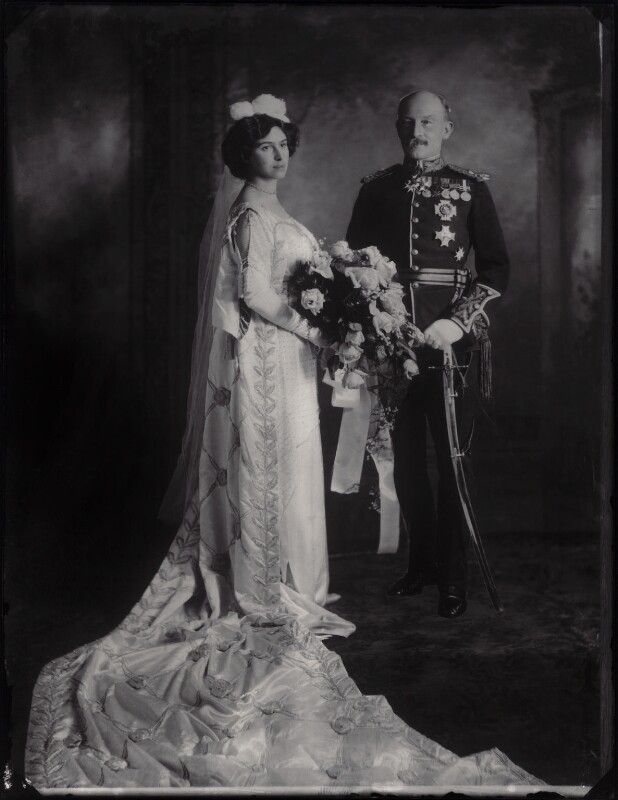
Les nouveaux mariés à l'église St Peter à Parkstone dans le comté de Dorset, le 31 octobre 1912.

Chaque Scout et Guide d'Angleterre donne un penny pour leur faire un cadeau de mariage (une voiture).
Les Baden-Powell ont trois enfants — un fils et deux filles :
- Peter, 2nd Baron Baden-Powell après la mort de son père en 1941 (1913–1962),
- Hon. Heather Baden-Powell (1915–1986),
- Hon. Betty Baden-Powell (1917–2004) qui épousa en 1936 Gervase Charles Robert Clay (1912-2009), qui eurent 3 fils et 1 fille.

Durant la Première Guerre mondiale, Olave laisse ses enfants pour participer à l'effort de guerre en France.

## Scoutisme
Olave devient Commissaire de County des Girl Guides en 1916, puis Chef Guide d'Angleterre en 1918 et est élue Chef Guide mondiale en 1930. Cette même année, elle est honorée du titre de Grande Dame de l'Empire Britannique par le roi George V. Son père lui achète Pax Hill dans le Hampshire où elle vit avec son mari de 1918 à 1939.
Avec son mari et après sa mort, elle visite de nombreux pays pour y promouvoir le scoutisme et le guidisme. De 1941 à 1970, elle visite 107 pays. Elle voyage par air, par mer, par terre, en train, sur éléphant, en pousse-pousse, en automobile; rendant visite à de nombreuses associations guides et scoutes et honorant de sa présence plusieurs Jamborees et camps internationaux.

## Fin de sa vie
En octobre 1939, Olave déménage à Nyeri au Kenya avec son mari où celui-ci décède le 8 janvier 1941. En 1942, elle brave les attaques des U-boot et retourne à son appartement de Hampton Court Palace (où elle vit de 1943 à 1976), puisque sa maison de Pax Hill a été réquisitionnée par les militaires canadiens. Pendant la guerre, elle voyage dans le Royaume-Uni. Elle est en visite lorsqu'un missile V2 endommage son appartement en 1944. Dès qu'elle le peut, après le Débarquement, elle retourne en France et refait un tour d'Europe pour revivifier le scoutisme et le guidisme après la guerre.
Après avoir survécu à une attaque cardiaque en 1961, il lui est interdit de voyager ; elle continue donc sa mission par correspondance.
En 1970, alors qu'elle est âgée de 80 ans, on lui diagnostique du diabète, dont elle mourut sans doute.
Olave décède le 25 juin 1977 à Birtley House. Ses cendres sont ramenées au Kenya pour être placées près de celles de son mari (tombe de Baden-Powell).
Le Olave Centre pour les guides fut construit au nord de Londres en sa mémoire. Le Bureau mondial et le Centre mondial 'Pax Lodge' sont situés dans le même bâtiment.
Chaque année, les Scouts et les Guides du monde entier célèbrent le Thinking Day le jour anniversaire de Robert et Olave Baden Powell, le 22 février.
Olave et Robert Baden-Powell ont un mémorial dans l'abbaye de Westminster.
À Paris, le square Olave-et-Robert-Baden-Powell leur rend hommage.